# Mifergui
 (décembre 2023).
Mifergui est une localité du sud-est de la Guinée, dans la région de Nzérékoré, proche de la frontière avec le Liberia et la Côte d'Ivoire.
C'est le site de gisements de minerai de fer en Afrique encore inexploités,.